# Pato-arlequim
O pato-arlequim (Histrionicus histrionicus) é uma ave anseriforme da familia dos anatídeos, presente no nordeste e noroeste da América do Norte, este da Rússia, ilhas Aleutas, sul da Gronelândia e Islândia. É a única espécie do género Histrionicus e não tem subespécies.

## Descrição
O pato-arlequim é um pequeno pato marinho, com 36-51 cm de comprimento. Os machos têm uma plumagem colorida, de onde vem a referência no seu nome ao arlequim. Atingem a maturidade aos 2 anos e vivem 12-14 anos.